# Lamb (film, 1985)
Pour les articles homonymes, voir Lamb.
Lamb est un film britannique réalisé par Colin Gregg et sorti en 1985. Le scénario est inspiré de faits réels qui se sont déroulés en 1978 en Irlande et en Écosse.

## Synopsis
Un petit garçon épileptique de 10 ans est laissé par sa mère dans une école religieuse catholique dans l'ouest de l'Irlande, et devient la cible du principal sadique Frère Benedict. Frère Sebasien (Michael Lamb) le prend en pitié et décide de le faire sortir de cette école.

## Fiche technique
- Réalisation : Colin Gregg
- Scénario : Bernard MacLaverty d'après un de ses romans
- Producteur : Neil Zeiger
- Photographie : Michael Garfath
- Montage : Peter Delfgou
- Musique : Van Morrison
- Production :
- Durée : 110 minutes
- Dates de sortie :
  - États-Unis : octobre 1985 (Festival international du film de Chicago)
  - Suisse : août 1986 (Festival international du film de Locarno)
  - Irlande : 10 octobre 1986
  - Royaume-Uni : 6 novembre 1986 (Belfast)

## Distribution
- Liam Neeson : Michael Lamb
- Harry Towb : Priest
- Hugh O'Conor : Owen Kane
- Frances Tomelty : Mrs. Kane
- Ian Bannen : Brother Benedict
- Ronan Wilmot : Brother Fintan
- Denis Carey : Mr. Lamb
- David Gorry : O'Donnell
- Andrew Pickering : Murphy
- Stuart O'Connor : O'Holloran
- Ian McElhinney : Maguire
- Dudley Sutton : Haddock
- Nigel Humphreys : Policeman
- Eileen Kennally : Neighbour Woman

## Distinctions
- 1986 : Prix du jury œcuménique du Festival de Locarno